# 聖トマス・アクィナスの誘惑 (ベラスケス)
『聖トマス・アクィナスの誘惑』（せいトマス・アクィナスのゆうわく、西: La tentación de Santo Tomás de Aquino, 英: Temptation of St. Thomas）は、スペインのバロック絵画の巨匠ディエゴ・ベラスケスが1632年にキャンバス上に油彩で制作した絵画である。画家が第一回目のイタリア遊学後の作品で、イタリアで学んだ優美な様式を留めている。主題は、『神学大全』の著者として知られる聖トマス・アクィナス (1225年ごろ-1274年) の若いころの逸話である。作品は、スペイン南部オリウエラにある教区美術館のに所蔵されている。

## 作品
マドリードの宮廷で職を得て以来、ベラスケスの制作の中心は肖像画におかれ、宗教画は『十字架上のキリスト』、『聖母戴冠』(ともにプラド美術館) などわずかしか手掛けられなかった。エル・グレコ、ムリーリョ、スルバランなど16世紀後半から17世紀後半までのスペインの主要な画家たちの全作品中、85%以上が宗教画であることを考えれば、ベラスケスが異例の制作をしたことが理解できる。
本作は、ベラスケスが制作したわずかな宗教的主題の作品のうちの1点である。しばらくの間、ムルシアの画家ニコラス・デ・ビリャシスに帰属されていたが、1920年代になってベラスケスの作品であると認められた。聖トマス・アクィナスは若かった時に托鉢僧にあこがれてドミニコ会に入るが、反対した兄弟たちは諦めさせようと僧房に娼婦を送り込んで誘惑させる。画面背景のドアのところに描かれているのが娼婦である。トマスは燃える薪を暖炉から取って、彼女を退ける。そして、壁に十字架を描いて、自身の童貞無垢を神に祈るやトランス状態に陥った。画面中央には、そこに現れた天使たちによって救われる白の僧服、黒のマント姿のトマスがいる。彼は1人の天使により抱かれ、さらにもう1人の天使が貞節を表す白いリボンを彼に着けようとしているところである。画面手前には、煙が立つ薪、書物やペンなどが見える。背景の娼婦は逃げようとしている。
本作は、ベラスケスのよく知られている作品のうちに数えられる。